# سیارک ۷۵۰۱
سیارک ۷۵۰۱ (به انگلیسی: 7501 Farra، نامگذاری:1996VD3) هفت هزار و پانصد و یکمین سیارک کشف شده‌است که در ۹ نوامبر ۱۹۹۶ کشف شد.
قدر مطلق سیارک برابر ۱۲٫۲۰ است.